# Laura del Río García
Laura del Río García   (Madrid, 5 de febrer de 1982) és una exfutbolista que va ser internacional per Espanya fins al 2008. Jugava de centrecampista/davantera i ha guanyat 3 Lligues i 5 Copes d'Espanya amb el Llevant i el Sabadell. El 2019 entrenà el Flat Earth FC.

## Trajectòria
| Temporades    | Equip                     | Títols             | Selecció (fases finals)          |
| ------------- | ------------------------- | ------------------ | -------------------------------- |
| 99/00         | AD Torrejón               |                    | Eurocopa sub-19 2000 (subcampió) |
| 00/01 - 01/02 | Llevant UE                | 2 Lligues, 2 Copes |                                  |
| 02/03 - 03/04 | CE Sabadell               | 1 Copa             |                                  |
| 04/05 - 07/08 | Llevant UE                | 1 Lliga, 2 Copes   |                                  |
| 2007 - 2008   | FC Indiana                |                    |                                  |
| 09/10         | 1.FFC Frankfurt           |                    |                                  |
| 2010          | Boston Breakers           |                    |                                  |
| 2011          | Philadelphia Independence |                    |                                  |
| 2012 - 2014   | Bristol Academy           |                    |                                  |
| 2015          | Washington Spirit         |                    |                                  |
| 16/17 - act.  | CD Canillas               |                    |                                  |